# 張繼高
張繼高（1926年7月11日—1995年6月21日），字緒阡，河北靜海（今天津市靜海區）人，筆名吳心柳。新聞工作者、作家、評論家，曾任民生報總主筆、副社長，台北之音廣播電台董事長，中視新聞部經理、中廣新聞部主任，遠東音樂社、《音樂與音響》月刊創辦人。同時也是籌組公共電視台的重要人物。

## 生平[2]

### 早年
1926年出生於河北静海（今天津市靜海區）。父祖輩皆是清末的高官（曾祖父張之萬）。中華民國建立後，張氏家族雖不再做官，仍有深厚的文化根柢。由於父親張寶華是留德工程師，張繼高的家學混融著傳統中國涵養、又能接納西方文化洗禮，這也是構成張繼高人格的主要特色。
1937年，七七事變爆发；7月30日天津被日軍佔領，張繼高隨家人逃往天津租界，在混亂中就讀燕京大學附屬中學。1943年，考入因對日抗戰內遷四川成都的燕京大學新聞系。1945年抗戰勝利，燕京大學回北平復校，張繼高随之返回北平，并于1947年畢業。畢業後擔任《吉林日報》、《中正日報》等報社記者。
1948年5月，任中央社記者，11月前往徐蚌會戰擔任戰地記者；12月，由於局勢對國民革命軍不利，從南京抵達上海。

### 臺灣時期
1949年5月，中国人民解放军占领上海，6月隨上海軍民撤退至臺灣。因與李朋關係良好，入獄90多天。
1950年6月韓戰爆發，前往韓國擔任戰地記者，12月任新生報南部版（臺灣新聞報）記者 。
1954年，與林瑞芝結婚，由杜聰明博士證婚。轉為內勤，主編國際新聞版。
1957年，辭去臺灣新聞報國際新聞版主編，任香港時報臺北辦事處記者。同年與美國駐華大使藍欽合作，接辦美國國務院ANTA的文化交流節目，将舊金山芭蕾舞團引入台湾，後又引進著名聲樂家瑪麗安·安德森、大提琴家帕特高爾斯基、波士頓交響樂團、斯義桂 等上百位第一流音樂家。因此歷任美國駐華大使藍欽、莊萊德、馬康衛、安克志都對張氏極為推崇。
1958年8月23日，八二三砲戰起，在槍林彈雨下到金門採訪；同年主持中國廣播公司周末晚上音樂節目「空中音樂廳」，讓古典音樂進入廣播時代。
1960年，首次主辦「朱碧柏現代舞團」在台北演出；同年奉調隻身前往香港，任香港時報副總編輯。

#### 中年
1961年，與顧獻樑、許常惠、鄧昌國等人創辦「新樂初奏」、「製樂小集」 ，推動現代音樂。
1962年，改任徵信新聞（中國時報前身）駐香港特派員。1964年，任徵信新聞副總編輯。

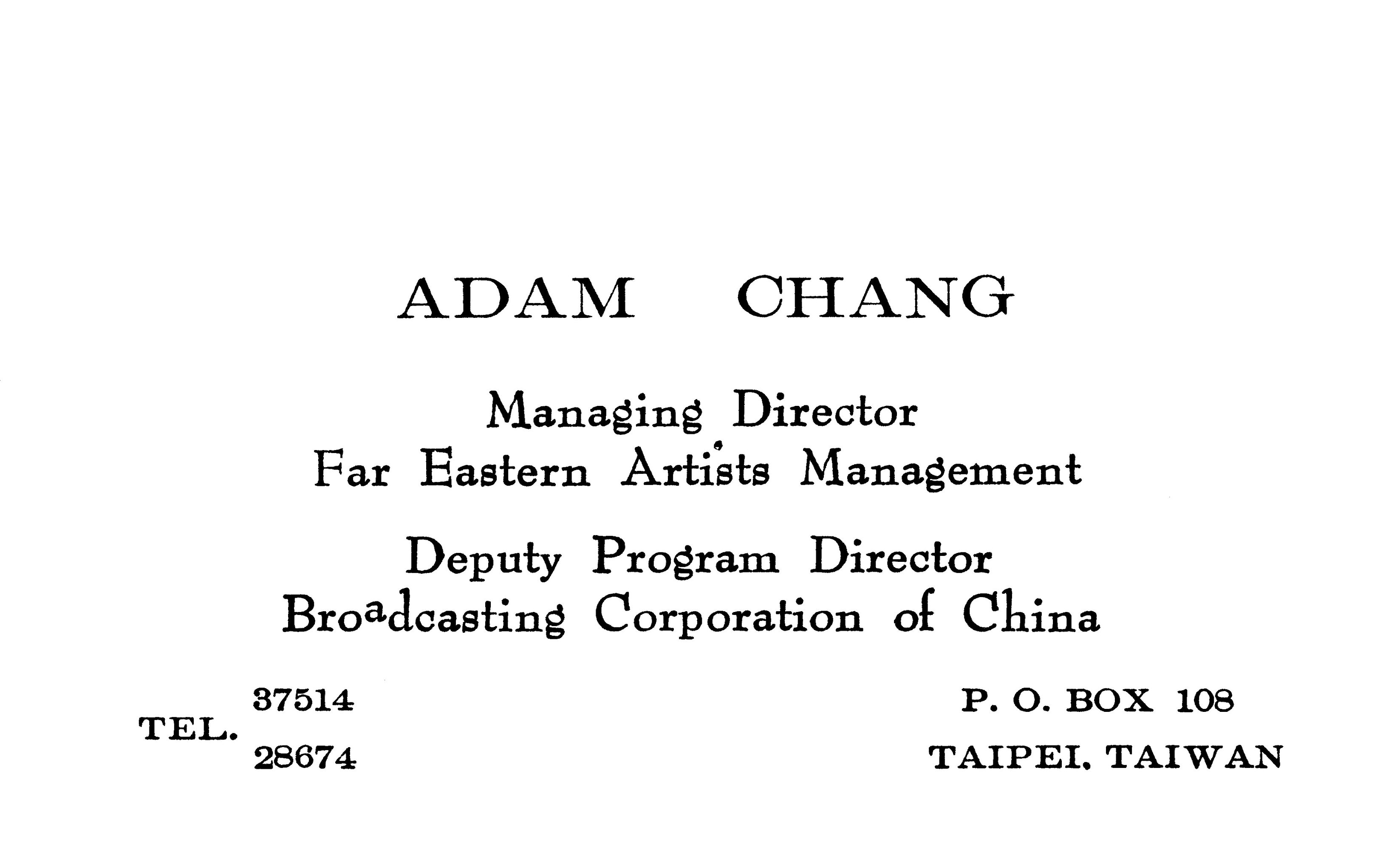
張繼高身兼遠東音樂社經理與中國廣播公司節目部副主任時印的英文名片

1965年，與江良規合股創辦臺灣第一家音樂經紀機構「遠東音樂社」，任董事長。邀請美國空中交響樂團至台北市三軍球場演奏，蔣總統、蔣夫人均為座上客。 同年任中國廣播公司國內廣播部副主任（主任王大空）。
1967年，應邀訪問德國，經美返國時接受美國之音記者訪問。
1968年初，任中廣新聞部首任主任；6月，入英國湯姆森電視學院深造。1969年1月初，學成返國，16日，任中國電視公司顧問； 4月1日，任中視新聞部首任經理，仍兼中廣新聞室主任。1970年，兼任香港雜誌《音樂生活》台灣地區發行人。1973年7月1日，中廣節目《音樂與音響》停播後，為延續此一名稱，創辦台灣第一本傳播音樂知識與介紹欣賞音樂之專業性定期刊物《音樂與音響》月刊，任發行人兼主編，以「音響是手段，音樂才是目的」號召，使台灣快速進入音響時代；後應聘為聯合報顧問。1974年4月，改任中廣新聞室顧問。8月下旬，率領中視新聞部採訪小組飛往美國威廉波特轉播第25屆世界少棒錦標賽；同年以「吳心柳」之名，主持中廣古典音樂節目《音樂與音響》。
1975年1月，舉辦第一屆「台北音響大展」，由中華民國副總統嚴家淦剪綵，展期七天，參觀者逾數萬人 。
1976年1月1日，再辦《音響技術》月刊（《高傳真雜誌》前身）， 任發行人，倡導「自己裝」，引發國內音響工業之進步及成長。1978年，協助政府有關當局對有關音響、電視方面商品標準分類工作，重新予以整理及分類，使當局對音響工業之獎勵、進出口及管理得到清晰、實用之分類。
1979年，與彭康德、四海唱片合設「知音公司」，任董事長，集中銷行各名廠出版之唱片；經營三年，結果每人虧蝕新台幣一百多萬元。

#### 籌組公共電視台
1980年2月，與眾多文化界人士向行政院院長孫運璿提出於老三台之外成立公共電視台之構想。1981年，任行政院新聞局顧問，撰寫「公共電視中心組織章程及籌備計畫」草案；同年（一說1982年）以筆名「吳心柳」在聯合報副刊長期撰寫文化性專欄《未名集》至1994年止。1982年8月5日，撰《不期白首與封侯——試寫卜少夫的「四有與四無」》。1983年，所擬之「公共電視中心組織章程及籌備計畫」草案未能獲得行政院會議通過，為此辭去新聞局顧問職務。

#### 任職聯合報系
1984年2月，任民生報評論部第一任總主筆，並闢「民主論壇」 專欄。。作品《未名集》榮獲金鼎獎副刊專欄獎。
1985年，年六十。四月，在《傳記文學》第四十六卷第四期「中共仿辦傳記文學之我見」特輯發表《中國現代史的「攻」與「防」》 一文。七月，《傳記文學》第四十七卷第一期選載《史盲》一文。
1986年9月，創辦《美國新聞與世界報導》中文版，任社長；其後任聯合報文教基金會執行長 。1987年春，與任堅應邀同機飛往舊金山，參加美國編輯人協會年會。1990年5月，中華民國公共電視台籌備委員會成立，任委員；同年七月，任公視籌委會常務委員。1990年9月，升任《民生報》副社長，卸任該報總主筆；同年，《美國新聞與世界報導》中文版停刊。

#### 晚年
1991年，任行政院顧問，負責籌劃公共電視製作中心。
1994年5月，漫遊北歐；9月，在臺北榮民總醫院接受檢查時得知左肺患有腫瘤，接受治療；12月，任台北之音董事長；冬，《音響與音樂》月刊停刊；同年任臺北愛樂管弦樂團首席顧問，卸去《民生報》副社長職務，撰寫之聯合報副刊《未名集》專欄告一段落。
1995年3月，撰寫親筆小傳一篇；四月，預留遺囑：「不發訃、不開弔、遺體供解剖作醫學研究，火化後骨灰投入大海。」同月，《音響與音樂》月刊於停刊五個月後復刊並舉行交接儀式，張將印信交與新任發行人張國卿，於交卸發行人職務後前往北京診視癌症，以氣功治療；五月，於前往中國大陸兩週後，因病情轉劇，進入辜公亮基金會孫逸仙治癌中心醫院加護病房，接受局部放射治療。6月9日，國家文藝獎評審委員會通過授予張繼高「特別貢獻獎」；21日上午7時22分，因肺癌去世，享壽69歲。

#### 身後
歿後，遺體由仁愛醫院送至臺北榮民總醫院。二十二日，行政院文化建設委員會舉行第三十四次會議，正式通過授予張繼高「特別貢獻獎」，並將於七月中與國家文藝獎同時頒獎，請其家屬代表領獎。二十三日，遺體在榮民總醫院進行全身病理解剖；七月五日，舉行簡單入殮儀式；六日，遺體移至台北市立第二殯儀館火化，在場者除兩子（廷抒、中復）、一女（挹芬）外，尚有生前至親好友王曉祥、尹衍樑、周碧瑟、張作錦、張照堂、錢翊平等十餘人。火化後遵照遺囑，由尹衍樑駕船，兩子、一女及周碧瑟護航出海，將骨灰撒在富貴角附近之大洋上。

同月獲中華民國總統李登輝明令褒揚，褒揚令云：
|  | 公共電視籌備委員會常務委員、台北之音廣播公司前董事長張繼高，志行貞固，器識弘遠，生平致力新聞文化事業，卓著懋績。歷任中國時報、香港時報副總編輯，民生報總主筆、副社長，中國廣播公司、中國電視公司新聞部經理等職，健筆鴻猷，宣揚國策；名言讜論，激勵人心，裨益邦計，功在國家。創立『遠東音樂社』，創辦『音樂與音響月刊』，開拓音樂教育風氣，培養國人欣賞興趣，同時引進國際知名聲樂家、合唱團、舞蹈團來台表演，擴大歌舞藝術視野，促進國際文化交流，榮獲國家文藝獎特別貢獻獎， 蜚聲中外，實至名歸。綜其生平，擴大媒體功能，推動文化建設，精誠無間，啟迪功宏。而獎掖後進，不遺餘力，尤以遺囑以遺體供病理解剖，遺愛人間，碩德景行，至足矜式，茲聞溘逝，軫念良深，應予明令褒揚，以表遺徽。此令。 |

## 著作[21]
- 《必須贏的人》 1995.5 九歌出版
- 《樂府春秋》1995.8 九歌出版
- 《從精緻到完美》 1995.8 九歌出版
- 《張繼高散文》1997.4 江浙文藝出版
- 《精緻的年代》2002.4 九歌出版
- 《未名集》（刊登於聯合報副刊專欄，未出版成書）

## 獲頒獎項[22]
- 行政院文建會特別貢獻獎
- 副刊專欄金鼎獎（得獎作品：《未名集》）
- 中國文藝協會榮譽文藝獎章
- 國家文藝獎特別貢獻獎

## 評價
- 台北遠景出版事業公司出版劉紹唐主編《卜少夫這個人》(續集)，內收張繼高「不期白首與封侯——試寫卜先生的『四有與四無』」一文，篇後卜少夫「少夫謹註」提到：「繼高天賦異稟，聰慧過人，他指點出我的『四無』， 非常正確，其中『三無』，他卻『三有』：古典與精緻、矜持與執著原則、 現代感。……我非常驚異於繼高的進步，飽學深思，卅年來的時間流逝，對 他絕未有分毫的浪費，他接觸任何一項學問或工作，都能達到極高峰的成就。 對音樂、對電視、對音響、對大眾傳播……都可說已成為專家的身分了。過去偶爾以吳心柳筆名發表的文章，和以張繼高本名參加各種座談會發表的言論，都擲地有聲，俏皮而動人，有極高明的見解、顛撲不破的真理，早為廣大社會所推崇。」
- 陳義芝：「他分析人的行為、心態，強調知識和法律的重要，肯定人文精神，堅持社會倫理，講究生活內涵，提倡生活格調。」[23]、「一枝筆縱橫於本土外域，悠遊於古往今來，引述名家演講，歸納新書要義，精確明白，要言不繁。」
- 余光中：「張繼高的文章外圓內方，外弛內張，似抒情而實講理，似瀟灑而實嚴肅，在專欄界別樹一幟，無可取代。」[24]
- 李瑞騰：「寫法上，他雖筆尖含情，但順手拈來皆例證，處處表現出以理服人的襟懷，可說是情理兼備而且調和。」[24]
- 王鼎鈞形容他︰「學識精進而又談吐平易，內力深厚而又坦蕩明朗，經營上流社會的管道而又在財富權勢前從容矜持。」
- 歐陽醇：「繼高兄是新聞傳播印刷媒體中的全才、新聞傳播電子媒體中的奇才。」
- 宋楚瑜：「繼高兄生性灑脫，處事不落窠臼與俗套，為人幽默風趣，和藹謙沖，是一位溫文儒雅的長者，經常秉持開闊的胸襟及前瞻的觀念，樂於工作而不知疲，對於各種新聞傳播均能兼顧理想和事實。」[25]
- 鍾一匡認為張繼高是「近四、五十年華人社會中對音樂、文化、傳播工業的最偉大評論家，沒有之一。」[26]

## 爭議

### 李敖
知名作家李敖以文會友，認識了張氏，並成為好朋友。但因蕭孟能一案，張繼高不願伸出援手相助而反目成仇，並開始抨擊張。

#### 學歷爭議[29]
李敖曾在自己主持的真相新聞網節目《李敖笑傲江湖》上公開當年中央通訊社的員工名單，在資料欄中點出，張繼高大學學歷為天津工商大學而非燕京大學。歐陽醇在其與續伯雄的信中提到，當時正值《新聞鏡》週刊創刊之時，張繼高原答應幫忙寫稿，卻因為李敖的文章而悶悶不樂，近期不敢再發表文章，深怕李敖見縫插針。

### 遠東音樂社創辦人之疑[31]
在許多政府及民間團體的資料中，遠東音樂社的創辦人不是張繼高就是張與江良規共同創立 ，然當年江良規的部分學生好友都反對這種說法，認為張氏僅是接班人卻沽名釣譽。

## 個人生活與軼事

### 軼事
- 張氏曾有三不原則：不教書[33] 、不出書、不上電視。
- 曾為齊世英做口述歷史，與齊邦媛結識，齊邦媛《剪報時代的消逝——悼吳心柳》：「當時因政治情勢未能出版，傳說藏在美國哥倫比亞大學東亞圖書館。我曾託任教該校之王德威先生查閱，至今未獲。家父當年為政治主張而被老蔣總統開除國民黨籍，在種種困境之中，張先生不畏權勢，固定訪問數月之久，更令我追思之際感念不已，尤因此可見其可佩的文人風骨。」[34]
- 張繼高的能力頗受時任新聞局局長宋楚瑜讚揚，被邀請擔任顧問，籌組公共電視台[35] 。兩人交情深厚，許多事宋楚瑜都仰仗張，被李敖戲稱為「宋楚瑜的軍師」。
- 張氏在西德旅行時，曾爲了欣賞萊比錫布商大廈管弦樂團，翻越柏林圍牆到東德萊比錫參加音樂會。[36]